# Alexander Gordon, 3. Earl of Huntly
Alexander Gordon, 3. Earl of Huntly (* vor 1464; † 16. Januar 1524 in Perth) war ein schottischer Peer.
Alexander war der älteste überlebende Sohn von George Gordon, 2. Earl of Huntly, und dessen Gemahlin, der schottischen Prinzessin Annabella, Tochter des Königs Jakob I. Er folgte 1501 seinem Vater als Earl of Huntly.
Alexander erhielt durch die Krone erhebliche Zuwendungen und kommandierte den linken Flügel des schottischen Heeres in der Schlacht von Flodden Field am 9. September 1513. Er war einer der wenigen schottischen Adligen, die diese Schlacht überlebten. 1517 gehörte er zum schottischen Regentschaftsrat.
Der Earl war zweimal verheiratet, zuerst mit Lady Joan Stewart († 1510), Tochter des John Stewart, 1. Earl of Atholl, in zweiter Ehe mit Elizabeth Gray († 1526), Witwe des John Lyon, 4. Lord Glamis, Tochter des Andrew Gray, 2. Lord Gray. Mit seiner ersten Frau hatte er folgende Kinder:
- Lady Janet Gordon, ⚭ Archibald Campbell, 4. Earl of Argyll;
- Lady Jane Gordon, ⚭ (1) um 1506 Colin Campbell, 3. Earl of Argyll, ⚭ (2) nach 1529 Duncan Stewart, Younger of Appin;
- John Gordon, Lord Gordon († 1517), Master of Huntly, ⚭ 1510 Margaret Stewart, Tochter des Königs Jakob IV.;
- Alexander Gordon of Strathavon;
- William Gordon († 1577), Bischof von Aberdeen;
- Lady Christian Gordon, ⚭ nach 1503 Sir Robert Menzies of that Ilk.

Da er seinen ältesten Sohn John überlebte, erbte dessen Sohn George Gordon 1524 den Titel des Earl of Huntly.